# Папа Јован V
Папа Јован V (лат. Ioannes Quintus; 2. август 686.) је био 82. папа од 23. јула 685. до 2. августа 686.